# (Ne)zadaní
(Ne)zadaní – původním názvem That Awkward Moment – je americká romantická komedie z roku 2014 a režisérský debut režiséra Toma Gormicana. V hlavních rolích si zahráli Zac Efron, Miles Teller, Michael B. Jordan, Imogen Poots, Mackenzie Davisová a Jessica Lucas. Plánovaná premiéra filmu v českých kinech je 27. března 2014.

## Zápletka
Potom, co Mikeyho manželka požádá o rozvod, jeho kamarádi Jason a Daniel mu slíbí, že zůstanou svobodní spolu s ním. Není přece nic jednoduššího a lepšího, než zůstat svobodný a přitom si užívat život. Původní plán najít si někoho na nezávazný postelový aerobik se velmi zkomplikuje, když si Mikey začne hledat náhradu za svou manželku a Jason s Danielem se zamilují. Nikdo z nich to ale nemůže před kamarády přiznat, protože by porušil jejich slib. Kamarádi jsou přece důležitější než vztahy, nebo… NE?

## Herecké obsazení
| Postava          | Herec              |
| ---------------- | ------------------ |
| Jason            | Zac Efron          |
| Daniel           | Miles Teller       |
| Mikey            | Michael B. Jordan  |
| Ellie            | Imogen Poots       |
| Chelsea          | Mackenzie Davisová |
| Vera             | Jessica Lucas      |
| Alana            | Addison Timlin     |
| Christy          | Emily Meade        |
| Fred             | Josh Pais          |
| Otec Chelsea     | John Rothman       |
| Matka Ellie      | Tina Benko         |
| Starší Gentleman | Victor Slezak      |
| Glasses          | Kate Simses        |
| Amanda           | Alysia Reiner      |
| Snob             | Dan Bittner        |
| Sophie           | Evelina Turen      |

## Produkce
Film (Ne)zadaní byl produkován společností „What If It Barks Films“ s původním názvem Are We Officially Dating? Scénář byl zařazen do nejlepších, zatím nenatočených, komediálních scénářů na Hollywoodském Black Listu 2010.